# Oh Eun-seok

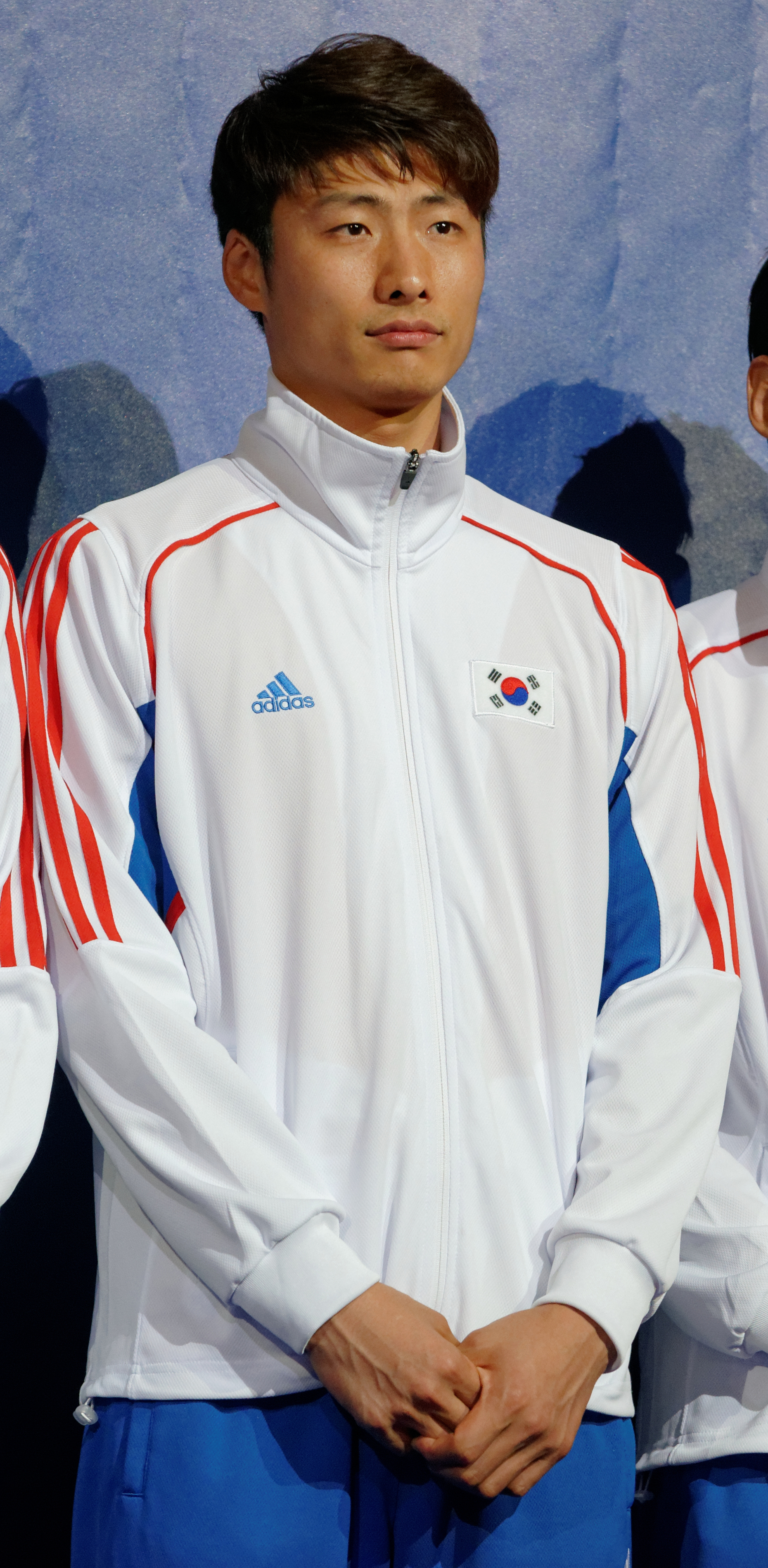
Oh Eun-seok bei den Fechtweltmeisterschaften 2013 in Budapest

Oh Eun-seok (* 2. April 1983 in Daegu) ist ein südkoreanischer Säbelfechter und Olympiasieger.

## Erfolge
Oh Eun-seok nahm 2004 das erste Mal an den Olympischen Spielen in Athen teil und erreichte im Säbel-Einzel den 23. Platz.
Im Jahr 2007 gewann er den Weltmeisterschaften in St. Petersburg eine Bronzemedaille im Einzel.
Bei den Olympischen Spielen 2008 in Peking erfocht er im Einzel den dreizehnten Platz.
2008 errang er bei den Asienmeisterschaften in Bangkok Bronze im Einzel,
2010 und 2011 bei den Asienmeisterschaften jeweils in Seoul erfocht er Silber und Bronze im Einzel.
Mit der koreanischen Mannschaft gewann Oh Eun-seok die Olympischen Spiele 2012 in London.
2013 errang er bei der Asienmeisterschaft in Shanghai Bronze im Einzel,
bei den Weltmeisterschaften in Budapest gewann er die Bronzemedaille mit der Mannschaft.